# Evelyn Francis
Evelyn Francis (fl. XX secolo) è stata un'attrice statunitense del cinema muto.

## Biografia
Non si conoscono dati anagrafici certi di Evelyn Francis, un'attrice che lavorò nel cinema tra il 1911 e il 1913.  Girò tredici film, il primo dei quali per la Vitagraph Company of America per poi passare subito alla Champion Film Company, una compagnia che aveva la sua sede a Fort Lee. La cittadina del New Jersey era diventata all'epoca un polo di attrazione per i produttori indipendenti che sfuggivano agli investigatori della MPPC, il monopolio di Edison. Evelyn Francis ebbe ruoli da protagonista ma fu anche una comprimaria, come in Camille, la versione del 1912 del dramma di Alexandre Dumas. Nel 1912, girò - in ruolo da protagonista  - ancora un paio di film per la Vitagraph per finire la carriera, sempre alla Champion, con The Honeymoon Lodging, una pellicola che venne distribuita nel 1913.

## Filmografia
- The Ninety and Nine, regia di Ralph Ince (1911)
- For Her Father's Sake, regia di Ulysses Davis (1912)
- The Divorce Cure (1912)
- The Caricature of a Face (1912)
- Brothers, regia di George Field (1912)
- Mrs. Alden's Awakening, regia di Jay Hunt (1912)
- The Heroes of the Blue and Gray (1912)
- Camille, regia di Jay Hunt (1912)
- The Gypsy Bride, regia di Lawrence B. McGill (192)
- The Call of the West (1912)
- Four Days a Widow (1912)
- Three Girls and a Man, regia di Albert W. Hale (1912)
- The Honeymoon Lodging (1913)